# Paulo Maracajá
Paulo Virgílio Maracajá Pereira (Salvador, 26 de março de 1944) mais conhecido como Paulo Maracajá ou simplesmente Maracajá é um advogado e ex-político Brasileiro. Foi vereador de Salvador de 1977 até 1980, deputado estadual pela Bahia por três legislaturas além de conselheiro do Tribunal de Contas dos Municípios do Estado da Bahia.

## Carreira

### Profissão
Foi assistente jurídico do Ministério de Minas e Energia entre 1963 e 1965, eleito vereador de Salvador em 1976, assumindo o mandato em 1977 e cumprindo até 1981, em 1982 foi eleito Deputado Estadual pela Bahia pelo Partido Democrático Social, sendo reeleito para mais dois mandatos, em 20 de junho de 1994 foi nomeado Conselheiro do Tribunal de Contas dos Municípios do Estado da Bahia em 1994 pelo então governador Antônio Imbassahy (PFL).
Durante sua atuação no tribunal, foi eleito presidente duas vezes, estando titular no cargo entre 2011 e 2014, além disso, exerceu a vice-presidência do Tribunal Pleno da corte entre março de 2005 a março de 2009.
Aposentou-se compulsoriamente do TCM-BA em 24 de março de 2014, em seu lugar, fora nomeado pelo então governador Jaques Wagner o ex-Ministro das Cidades Mário Negromonte.

### Esporte Clube Bahia
Maracajá foi Diretor e Presidente do Clube.

## Biografia
Paulo é o filho mais velho do casal Ivirnice Ribeiro Maracajá, paraibana, nascida em 9 de março de 1922 (falecida em 2008), e Ricardo Vieira Pereira, registrado baiano, nascido em 10 de julho de 1904 (falecido em 1981). O casal, além de Paulo, teve um segundo filho, Carlos Roberto Maracajá Pereira.
Paulo é pai de cinco filhos, Ricardo, Mônica, Paulo, Claúdio (estes da união com Sônia Leal) e Paula (da união com Cristina Marinho), e avô e bisavô de treze netos e dois bisnetos. 